# Theridion limatum
Theridion limatum là một loài nhện trong họ Theridiidae.
Loài này thuộc chi Theridion. Theridion limatum được Albert Tullgren miêu tả năm 1910.